# Marie-Lise Pilote
Pour les articles homonymes, voir Pilote.
 (octobre 2017).
Si vous disposez d'ouvrages ou d'articles de référence ou si vous connaissez des sites web de qualité traitant du thème abordé ici, merci de compléter l'article en donnant les références utiles à sa vérifiabilité et en les liant à la section « Notes et références ».
Marie-Lise Pilote, née le 2 février 1964 à Saint-Gédéon (Québec), est une humoriste, comédienne et animatrice québécoise. D’abord connue comme la fille dans Le Groupe sanguin dans les années 1980, elle forgera sa carrière solo dans les années 1990 avec succès. Au cours des années 2000, elle diversifie dans plusieurs média comme la radio, la télévision également se lance dans  les affaires.

## Biographie
Marie-Lise Pilote est née à Saint-Gédéon (Lac-Saint-Jean-Est) au Québec le 2 février 1964.

### Le Groupe Sanguin
En 1984, Marie-Lise Pilote commence sa carrière d'humoriste au sein du Groupe Sanguin où elle est connue sous le surnom de la fille auprès de Dominique Lévesque, Dany Turcotte, Émile Gaudreault et Bernard Vandal qui auront du succès auprès du public québécois pendant 7 ans.

### Carrière solo

#### Années 1990
En 1990, elle fait ses premiers pas au cinéma dans le film Ding et Dong, le film où elle tient un petit rôle. L'année suivante on la reverra à nouveau au cinéma dans Une nuit à l'école également la même année, Pilote présente son premier spectacle qui récoltera 2 prix Félix pour spectacle d'humour et script en 1992. 
En 1993, elle présente son seconde spectacle qui succède au premier. L'année suivante elle s'envole vers la France où elle sera à l'affiche pendant deux mois au Théâtre du Point-Virgule. À la fin de l'année 1994, elle participe à la revue de fin d'année Bye Bye où elle tiendra de nombreux rôles.
En 1995, elle est à la bord de l'émission C’est Juste une Farce à TVA et tourne quelques publicités. 
En 1996, elle décroche un premier rôle dans le film L'Homme idéal et devient porte-parole de la Fondation Charles-Bruneau.
En 1997, elle présente un troisième spectacle nommé Toute la Vérité. La même année, elle anime un gala Juste pour Rire et quelques émissions du Point J.
En 1998, elle fait une apparition dans l'émission KM/H en interprétant une sexologue.

#### Années 2000
En 2000, elle devient animatrice de radio le matin au réseau Rock Détente tandis qu'à la télévision elle tient le rôle de Véronique dans Histoires de Filles. Également, elle fait la mise en scène du spectacle Le jour de la terre au Capitole de Québec, mettant en vedette Marie-Jo Thério, Daniel Boucher, Renée Claude, Marc Déry et plusieurs autres.
Après 2 saisons au sein d'Histoire de Filles, elle laisse sa place à Pascale Montpetit. L'année suivante, elle devient à nouveau animatrice pour l'émission Ma Maison RONA dans laquelle deux familles se bâtissent la maison de leur rêve dans des nouveaux développements résidentiel à différent coin du Québec au fil des saisons.
En 2005, elle joue au Théâtre du Grand Chêne dans Les Amazones, où l’on présente une centaine de spectacles pendant l’été et l’automne.
En 2006, elle anime un gala du Grand rire de Québec.
En 2008, son intérêt pour les arts visuels et la création manuelle l’amène à faire un vernissage de peinture à la ville de Bois-des-Fillion.

 
En 2009 après 7 saisons elle quitte Ma Maison RONA afin de se consacrer à d'autre projet.
Au début de cette aventure, jamais je n'aurais cru qu'elle durerait si longtemps. Ma Maison Rona a été une expérience humaine formidable qui m'a beaucoup apporté. - Marie-Lise Pilote

#### Années 2010
En 2010, Marie-Lise est sollicitée par le Ministère de l’Éducation et Emploi Québec pour encourager les jeunes à explorer les formations professionnelles et techniques, ainsi qu’à promouvoir les métiers traditionnellement masculins en soutenant le concours Chapeau les filles.
En 2011 et 2012, elle prête sa voix à deux personnages dans le dessin animé Vie de quartier, diffusé à Radio-Canada.
En 2012, Marie-Lise Pilote est de retour sur scène avec son quatrième one-woman-show. Elle signe plusieurs textes en plus de faire la script-édition de ceux de ses collaborateurs. Puis, pour l’occasion, elle travaille avec son complice Dominique Lévesque à la mise en scène et Robert Boulos à la scénographie et à la conception des projections, offrant un décor des plus actuels.

## Autre

### Honneurs
Gala de l'ADISQ
1992: spectacle de l'année - humour
1992: scripteur de spectacles de l'année

### Engagements
Marie-Lise Pilote a été porte-parole pour la fondation Charles-Bruneau en 1996 qui a été fondé par le journaliste Pierre Bruneau afin d’amasser des fonds contre le cancer pédiatrique. En 2010, elle s'associe au ministère de l'éducation et Emploi-Québec afin d'encourager les jeunes a choisir une formation professionnelle ou technique aussi encourager les filles a exercer un métier traditionnellement masculin avec le concours Chapeau les filles. Elle continue à s'impliquer dans des causes ou comme porte-parole comme le Salon des métiers d'arts du Saguenay-Lac-Saint-Jean, Plein-Art de Québec, la Fête des voisins ou encore l'organisme L'Arrêt-Source.

Projet "Femmes et construction" et Bourse Pilote&Filles
En 2019, Marie-Lise Pilote est devenue la marraine du projet "Femmes et construction" mené par l'organisme Centre étape : un organisme qui aide les femmes à améliorer leurs conditions de vie en favorisant leur épanouissement professionnel, personnel et familial. Centre étape est spécialisé dans la promotion des métiers à prédominance masculine.
Dans le cadre de ce projet, Marie-Lise Pilote et ses associés de Pilote&Filles, la plus grande collection de vêtements et chaussures de travail pour femmes en Amérique, ont décidé de développer la Bourse Pilote&Filles pour encourager les femmes à persévérer dans ces domaines d’étude aux perspectives d’emploi plus qu’intéressantes. Il s'agit d'une bourse de 2 000 $ remise à une étudiante en milieu non traditionnel, avec un vêtement complet de la marque Pilote&Filles. C'est l'organisme Centre étape qui s'est vu confier l'organisation de cette bourse : la première édition a eu lieu en 2020 et la seconde en 2021.

### Affaire
Pendant son expérience comme animatrice de Ma Maison RONA, elle se souvient d'avoir eu des bottes de construction (rose) de la part de Nat's. 
J’ai trouvé ça très beau et très original, sauf que c’était des bottes pour hommes qui avaient été peintes et ce n’était pas très confortable pour des pieds de femmes. Mais après avoir rencontré les représentants de cette compagnie, nous avons eu l’idée de lancer les vêtements de "Pilote et Filles". - Marie-Lise Pilote
En 2009, elle et la compagnie Nat's fondent Pilote et Filles, une série de vêtements et accessoires pour les femmes dans le domaine de la construction.
C’est en animant l’émission Ma Maison Rona pendant quelques années que je me suis rendue compte qu’il n’existait pas de vêtements de travail pour les femmes. Souvent, elles devaient s’approprier ceux des hommes et c’était bien peu élégant, et surtout pas très confortable. - Marie-Lise Pilote
Le siège social est situé à la Place Ville-Marie à Montréal.

### Justice
En 2012, Pilote est poursuivi par Guy Laforce, président de Zinc Productions au niveau de clauses irrecevables signées en 2010. L'affaire est analysée à la cour supérieure du Québec et se base sur la résiliation abusive et non fondée du contrat. De plus Laforce accuse Pilote de ne pas vouloir partager les profits également devait aux productions 1,15 million $. Finalement, l'humoriste rompt son contrat avec Zinc pour Entourage. La poursuite fut abandonnée par le plaignant (Guy Laforce, Zinc Productions) avant le procès en février 2016.    

## Théâtre
| Titre                         | Année     | Rôle       | Mise en scène      | Notes              |
| ----------------------------- | --------- | ---------- | ------------------ | ------------------ |
| Marie-Lise Pilote             | 1991-1993 | Elle-même  |                    | Spectacle d'humour |
| Marie-Lise Pilote             | 1993-1994 | Elle-même  |                    | Spectacle d'humour |
| Toute la Vériété              | 1997      | Elle-même  |                    | Spectacle d'humour |
| Gala Juste Pour Rire          | 1997      | Animatrice |                    | Gala humouristique |
| Spectacle Le jour de la terre | 2000      |            | Elle-même          | Spectacle musical  |
| Les Amazones                  | 2005      |            |                    | Pièce de théâtre   |
| Gala du Grand Rire de Québec  | 2006      | Animatrice |                    | Gala humouristique |
| Réconfortante                 | 2012      | Elle-même  | Dominique Lévesque | Spectacle d'humour |

## Filmographie

### Cinéma
| Titre                                                               | Année | Rôle         | Réalisateur          | Notes |
| ------------------------------------------------------------------- | ----- | ------------ | -------------------- | ----- |
| Ding et Dong, le film                                               | 1990  | Chimène      | Alain Chartrand      |       |
| Une nuit à l'école                                                  | 1991  | Mlle Musique | Alain Chartrand      |       |
| L'Homme idéal                                                       | 1996  | Lucie        | George Mihalka       |       |
| Que faisaient les femmes pendant que l'homme marchait sur la Lune ? | 2001  | Debbie       | Chris Vander Stappen |       |
| Menteur                                                             | 2019  | Sandra       | Émile Gaudreault     |       |

### Télévision
| Titre                 | Année      | Rôle                       | Diffuseur             | Notes                         |
| --------------------- | ---------- | -------------------------- | --------------------- | ----------------------------- |
| Bye Bye 1994          | 1994       | Nombreux rôles             | Radio-Canada          | apparutions                   |
| C'est Juste une Farce | 1995-1996  | Animatrice                 | TVA                   |                               |
| Le Point J            | 1997       | Animatrice                 | TVA                   | Quelques émissions seulement. |
| KM/H                  | 1998       | Véronique Marois/sexologue | TVA                   | 1 épisode                     |
| Histoires de filles   | 2000-2002  | Véronique Perron           | TVA                   | 2 saisons seulement           |
| Ma Maison RONA        | 2003-2009  | Animatrice                 | TVA                   | 7 saisons                     |
| Vie de Quartier       | 2011-2012  | Deux personnages           | Radio-Canada          | Émission humoristique animée. |
| Les Pêcheurs          | 2014, 2017 | Elle-même                  | ICI Radio-Canada Télé | 2 épisodes                    |